# Zbyněk Hotový
Zbyněk Hotový (* 11. Oktober 1953; † 29. November 2019) war ein tschechischer Fußballspieler und Auswahlspieler für die Tschechoslowakei zwischen 1981 und 1983; zweimal wurde er in die Nationalmannschaft der ČSSR berufen.

## Fußballkarriere
Hotovýs Stammverein war Slavia Prag, für die der Stürmer 1976–1985 tätig war und in 177 Liga-Begegnungen 24 Tore erzielte. Bei zwei Europapokal-Begegnungen gelang ihm ein Torerfolg.
Die Einsätze in der Nationalmannschaft hatte er am 16. April 1983 beim 6:0 im Qualifikations-Heimspiel für die EM 1984 gegen Zypern – ihm gelang ein Treffer in der 90. Minute, der Qualifikationserfolg blieb als Gruppendritter jedoch aus, siehe Fußball-Europameisterschaft 1984/Qualifikation – und zuvor am 11. November 1981 in einem Freundschaftsspiel gegen Argentinien (1:1), wobei er mit seinem Tor in der 23. Minute für das achtbare Ergebnis der Tschechoslowaken in Argentinien sorgte.
Darüber hinaus spielte Hotový zweimal im nationalen B-Team und einmal in der Olympiaauswahl.